# كول هان
كول هان هي ماركة أزياء، تأسست في مدينة شيكاغو في الولايات المتحدة عام 1928.

## تاريخ الشركة
اسم الشركة مشتق من اسم عائلتي المؤسسين، ترافتون كول وإدي هان. في البداية كانت كول هان علامة تجارية لأحذية رجالية، تصنع اليوم كول هان العديد من المنتجات، بما في ذلك الأحذية الرجالية والنسائية، الجوارب، الأحزمة، حقائب اليد، الأوشحة، القبعات، المعاطف المطرية والنظارات الشمسية.

## بنية الشركة الحالية
استحوذت شركة اباكس بارتنرز العالمية المحدودة المسؤولية (Apax Partners Worldwide LLP) على كول هان بمبلغ 570 مليون دولار في 16 تشرين الثاني/نوفمبر 2012، وذلك من مالكها السابق نايكي. يقع المقر الإداري الرسمي لكول هان في مدينة سكاربورو، بولاية مين. أما مركز الإبداع والتصميم فيقع في مدينة نيويورك. جاك بويز هو المدير التنفيذي لشركة كول هان.

نقل مقر كول هان من مدينة يارموث إلى مدينة سكاربورو في صيف 2011. وأعلنت كول هان في تشرين الأول/أكتوبر 2013 أن مقرها سينقل إلى مدينة غرينلاند، ولاية نيو هامبشر.

## المتاجر الرئيسية
تمتلك كول هان العديد من المتاجر الرئيسية في العديد من المدن، من بينها:
- سنتشري سيتي، كاليفورنيا
- هونولولو، هاواي
- بوسطن، ماساتشوستس
- شيكاغو، إلينوي
- دالاس، تكساس
- مدينة نيويورك
- سان فرانسيسكو، كاليفورنيا
- طوكيو، اليابان